# Américo Paredes
Américo Paredes (29 settembre 1946) è un ex calciatore uruguaiano, di ruolo attaccante.

## Carriera
Paredes ha iniziato la carriera nel Nacional, con cui dal 1964 al 1965 ha giocato alcuni incontri nel Torneo Competencia e nel Torneo Fermín Garicoits, competizione che tra l'altro vinse con i Tricolores.
Passa poi al Rampla Juniors, con cui ottenne il nono posto nella Primera División Uruguaya 1969. Dal 1970 al 1972 è in forza al Bella Vista, sempre nella massima serie uruguagia. 
Scende poi di una categoria per giocare nel Fénix, con cui vince il campionato cadetto 1973 ottenendo così la promozione in massima serie. Nella Primera División Uruguaya 1974 ottenne con il suo club l'ottavo posto finale.
Nella stagione 1975 viene ingaggiato dagli statunitensi del N.Y. Cosmos, franchigia della NASL, con cui giunge a disputare le semifinali playoff del torneo, perse contro i futuri campioni del T.B. Rowdies.
Dopo l'esperienza statunitense si trasferisce in Ecuador all'Emelec, con cui ottenne il secondo posto, a pari merito con il Deportivo Cuenca, nel campionato 1976.
Nel 1978 cambia ancora paese, trasferendosi questa volta in Perù in forza all'Universitario, ottenendo con le Meringhe il secondo posto nel Campeonato Descentralizado 1978 ad un punto dai campioni dell'Alianza Lima.
Nel 1979 è in forza ai paraguaiani dell'Olimpia che in quell'anno vinse il campionato e Coppa Libertadores 1979.
Nel corso dell'anno si sposta ancora, questa volta in Cile per giocare nel Green Cross Temuco e poi l'anno seguente nel CD Everton, club entrambi militanti nella massima serie cilena. Con l'Everton ha giocato il 4 marzo 1980 anche un incontro amichevole contro la Nazionale di calcio dell'Uruguay.

## Palmarès

### Competizioni nazionali
- Torneo Fermín Garicoits: 1

Nacional: 1965
- Segunda División Profesional de Uruguay: 1

Fénix: 1973
- Campionato paraguaiano: 1

Olimpia: 1979

### Competizioni internazionali
- Coppa Libertadores: 1

Olimpia: 1979